# Loma Linda East, Texas
Loma Linda East là một nơi ấn định cho điều tra dân số (CDP) thuộc quận Jim Wells, tiểu bang Texas, Hoa Kỳ. Năm 2010, dân số của nơi này là 254 người.